# NBA 2010/11
NBA 2010/11 was het 65e seizoen van de National Basketball Association in de Verenigde Staten. Het reguliere seizoen, dat bestond uit 82 wedstrijden voor elk van de dertig ploegen, begon op 26 oktober 2010 en eindigde op 13 april 2010. Drie dagen later begonnen de beste acht van de Western Conference en de beste acht van de Eastern Conference met de playoffs. In het seizoen werden de Dallas Mavericks voor het eerst in de geschiedenis kampioen, ten koste van de Miami Heat.
De NBA Draft van 2010 werd gehouden op 24 juni. Hierin werd John Wall als eerste gekozen door de Washington Wizards. De All Star-wedstrijd van dit jaar werd gespeeld in het Staples Center op 20 februari 2011.

## Salarisplafond
Op 7 juli 2010 werd door de NBA bekendgemaakt dat het salarisplafond voor het nieuwe seizoen op 58,044 miljoen dollar zou liggen. Dit was een stijging van 0,344 miljoen ten opzichte van vorig jaar.

## Voorseizoen
De New York Knicks, Minnesota Timberwolves en Los Angeles Lakers gingen in het voorseizoen naar Europa om zich voor te bereiden. De Houston Rockets en New Jersey Nets deden dit jaar mee aan de NBA China Games op 13 en 16 oktober.

## Regulier seizoen
Het reguliere seizoen duurde dit jaar van 26 oktober 2010 tot en met 13 april 2011. De openingswedstrijd ging tussen Miami Heat en de Boston Celtics, gevolgd door regerend kampioen Los Angeles Lakers tegen de Houston Rockets.

### Eindstand

#### Per divisie
| Atlantic Division  | W  | L  | P     | GB |
| ------------------ | -- | -- | ----- | -- |
| Boston Celtics     | 56 | 26 | 0.683 | -  |
| New York Knicks    | 42 | 40 | 0.512 | 14 |
| Philadelphia 76ers | 41 | 41 | 0.500 | 15 |
| New Jersey Nets    | 24 | 58 | 0.293 | 32 |
| Toronto Raptors    | 22 | 60 | 0.268 | 34 |

| Central Division    | W  | L  | P     | GB |
| ------------------- | -- | -- | ----- | -- |
| Chicago Bulls       | 62 | 20 | 0.756 | -  |
| Indiana Pacers      | 37 | 45 | 0.451 | 25 |
| Milwaukee Bucks     | 35 | 47 | 0.427 | 27 |
| Detroit Pistons     | 30 | 52 | 0.366 | 32 |
| Cleveland Cavaliers | 19 | 63 | 0.232 | 43 |

| Southeast division | W  | L  | P     | GB |
| ------------------ | -- | -- | ----- | -- |
| Miami Heat         | 58 | 24 | 0.707 | -  |
| Orlando Magic      | 52 | 30 | 0.634 | 6  |
| Atlanta Hawks      | 44 | 38 | 0.537 | 14 |
| Charlotte Bobcats  | 34 | 48 | 0.415 | 24 |
| Washington Wizards | 23 | 59 | 0.280 | 35 |

| Northwest division     | W  | L  | P     | GB |
| ---------------------- | -- | -- | ----- | -- |
| Oklahoma City Thunder  | 55 | 27 | 0.671 | -  |
| Denver Nuggets         | 50 | 32 | 0.610 | 5  |
| Portland Trail Blazers | 48 | 34 | 0.585 | 7  |
| Utah Jazz              | 39 | 43 | 0.476 | 16 |
| Minnesota Timberwolves | 17 | 65 | 0.207 | 38 |

| Pacific division      | W  | L  | P     | GB |
| --------------------- | -- | -- | ----- | -- |
| Los Angeles Lakers    | 57 | 25 | 0.695 | -  |
| Phoenix Suns          | 40 | 42 | 0.488 | 17 |
| Golden State Warriors | 36 | 46 | 0.439 | 21 |
| Los Angeles Clippers  | 32 | 50 | 0.390 | 25 |
| Sacramento Kings      | 24 | 58 | 0.293 | 33 |

| Southwest division  | W  | L  | P     | GB |
| ------------------- | -- | -- | ----- | -- |
| San Antonio Spurs   | 61 | 21 | 0.744 | -  |
| Dallas Mavericks    | 57 | 25 | 0.695 | 4  |
| New Orleans Hornets | 46 | 36 | 0.561 | 15 |
| Memphis Grizzlies   | 46 | 36 | 0.561 | 15 |
| Houston Rockets     | 43 | 39 | 0.524 | 18 |

- Verklaring afkortingen:
  - W = Wedstrijden gewonnen
  - L = Wedstrijden verloren
  - P = Winstpercentage
  - GB = Games behind

#### Per conference
| Eastern Conference  | W-L   | P     | GB |
| ------------------- | ----- | ----- | -- |
| Chicago Bulls       | 62-20 | 0.756 | -  |
| Miami Heat          | 58-24 | 0.707 | 4  |
| Boston Celtics      | 56-26 | 0.683 | 6  |
| Orlando Magic       | 52-30 | 0.634 | 10 |
| Atlanta Hawks       | 44-38 | 0.537 | 18 |
| New York Knicks     | 42-40 | 0.512 | 20 |
| Philadelphia 76ers  | 41-41 | 0.500 | 21 |
| Indiana Pacers      | 37-45 | 0.451 | 25 |
| Milwaukee Bucks     | 35-47 | 0.427 | 27 |
| Charlotte Bobcats   | 34-48 | 0.415 | 28 |
| Detroit Pistons     | 30-52 | 0.366 | 32 |
| New Jersey Nets     | 24-58 | 0.293 | 38 |
| Washington Wizards  | 23-59 | 0.280 | 39 |
| Toronto Raptors     | 22-60 | 0.268 | 40 |
| Cleveland Cavaliers | 19-63 | 0.232 | 43 |

| Western Conference     | W-L   | P     | GB |
| ---------------------- | ----- | ----- | -- |
| San Antonio Spurs      | 61-21 | 0.744 | -  |
| Los Angeles Lakers     | 57-25 | 0.695 | 4  |
| Dallas Mavericks       | 57-25 | 0.695 | 4  |
| Oklahoma City Thunder  | 55-27 | 0.671 | 6  |
| Denver Nuggets         | 50-32 | 0.610 | 11 |
| Portland Trail Blazers | 48-34 | 0.585 | 13 |
| New Orleans Hornets    | 46-36 | 0.561 | 15 |
| Memphis Grizzlies      | 46-36 | 0.561 | 15 |
| Houston Rockets        | 43-39 | 0.524 | 18 |
| Phoenix Suns           | 40-42 | 0.488 | 21 |
| Utah Jazz              | 39-43 | 0.476 | 22 |
| Golden State Warriors  | 36-46 | 0.439 | 25 |
| Los Angeles Clippers   | 32-50 | 0.390 | 29 |
| Sacramento Kings       | 24-58 | 0.293 | 37 |
| Minnesota Timberwolves | 17-65 | 0.207 | 44 |

## Playoffs
Bijgewerkt tot 03 mei 2011
|  | Eerste ronde | Eerste ronde           | Eerste ronde          |   |                   | Conference Halve Finale | Conference Halve Finale | Conference Halve Finale |  |  | Conference Finale | Conference Finale | Conference Finale |   |  | NBA Finale | NBA Finale | NBA Finale |
|  |              |                        |                       |   |                   |                         |                         |                         |  |  |                   |                   |                   |   |  |            |            |            |
|  |              | Chicago Bulls          | 4                     |   |                   |                         |                         |                         |  |  |                   |                   |                   |   |  |            |            |            |
|  |              | Indiana Pacers         | 1                     |   |                   |                         |                         |                         |  |  |                   |                   |                   |   |  |            |            |            |
|  |              | Indiana Pacers         | 1                     |   | Chicago Bulls     | 4                       |                         |                         |  |  |                   |                   |                   |   |  |            |            |            |
|  |              |                        |                       |   | Chicago Bulls     | 4                       |                         |                         |  |  |                   |                   |                   |   |  |            |            |            |
|  |              |                        | Atlanta Hawks         | 2 |                   |                         |                         |                         |  |  |                   |                   |                   |   |  |            |            |            |
|  |              | Orlando Magic          | Atlanta Hawks         | 2 | 2                 |                         |                         |                         |  |  |                   |                   |                   |   |  |            |            |            |
|  |              |                        |                       |   | 2                 |                         |                         |                         |  |  |                   |                   |                   |   |  |            |            |            |
|  |              | Atlanta Hawks          | 4                     |   |                   |                         |                         |                         |  |  |                   |                   |                   |   |  |            |            |            |
|  |              |                        |                       |   |                   |                         | Chicago Bulls           | 1                       |  |  |                   |                   |                   |   |  |            |            |            |
|  |              |                        |                       |   |                   |                         |                         |                         |  |  |                   |                   |                   |   |  |            |            |            |
|  |              |                        | Miami Heat            | 4 |                   |                         |                         |                         |  |  |                   |                   |                   |   |  |            |            |            |
|  |              | Boston Celtics         | Miami Heat            | 4 | 4                 |                         |                         |                         |  |  |                   |                   |                   |   |  |            |            |            |
|  |              |                        |                       |   | 4                 |                         |                         |                         |  |  |                   |                   |                   |   |  |            |            |            |
|  |              | New York Knicks        | 0                     |   |                   |                         |                         |                         |  |  |                   |                   |                   |   |  |            |            |            |
|  |              | New York Knicks        | 0                     |   | Boston Celtics    | 1                       |                         |                         |  |  |                   |                   |                   |   |  |            |            |            |
|  |              |                        |                       |   | Boston Celtics    | 1                       |                         |                         |  |  |                   |                   |                   |   |  |            |            |            |
|  |              |                        | Miami Heat            | 4 |                   |                         |                         |                         |  |  |                   |                   |                   |   |  |            |            |            |
|  |              | Miami Heat             | Miami Heat            | 4 | 4                 |                         |                         |                         |  |  |                   |                   |                   |   |  |            |            |            |
|  |              |                        |                       |   | 4                 |                         |                         |                         |  |  |                   |                   |                   |   |  |            |            |            |
|  |              | Philadelphia 76ers     | 1                     |   |                   |                         |                         |                         |  |  |                   |                   |                   |   |  |            |            |            |
|  |              |                        |                       |   |                   |                         |                         |                         |  |  |                   |                   | Miami Heat        | 2 |  |            |            |            |
|  |              |                        |                       |   |                   |                         |                         |                         |  |  |                   |                   |                   | 2 |  |            |            |            |
|  |              |                        | Dallas Mavericks      | 4 |                   |                         |                         |                         |  |  |                   |                   |                   |   |  |            |            |            |
|  |              | San Antonio Spurs      | Dallas Mavericks      | 4 | 2                 |                         |                         |                         |  |  |                   |                   |                   |   |  |            |            |            |
|  |              | San Antonio Spurs      |                       |   | 2                 |                         |                         |                         |  |  |                   |                   |                   |   |  |            |            |            |
|  |              | Memphis Grizzlies      | 4                     |   |                   |                         |                         |                         |  |  |                   |                   |                   |   |  |            |            |            |
|  |              | Memphis Grizzlies      | 4                     |   | Memphis Grizzlies | 3                       |                         |                         |  |  |                   |                   |                   |   |  |            |            |            |
|  |              |                        |                       |   | Memphis Grizzlies | 3                       |                         |                         |  |  |                   |                   |                   |   |  |            |            |            |
|  |              |                        | Oklahoma City Thunder | 4 |                   |                         |                         |                         |  |  |                   |                   |                   |   |  |            |            |            |
|  |              | Oklahoma City Thunder  | Oklahoma City Thunder | 4 | 4                 |                         |                         |                         |  |  |                   |                   |                   |   |  |            |            |            |
|  |              |                        |                       |   | 4                 |                         |                         |                         |  |  |                   |                   |                   |   |  |            |            |            |
|  |              | Denver Nuggets         | 1                     |   |                   |                         |                         |                         |  |  |                   |                   |                   |   |  |            |            |            |
|  |              |                        |                       |   |                   |                         | Oklahoma City Thunder   | 1                       |  |  |                   |                   |                   |   |  |            |            |            |
|  |              |                        |                       |   |                   |                         |                         |                         |  |  |                   |                   |                   |   |  |            |            |            |
|  |              |                        | Dallas Mavericks      | 4 |                   |                         |                         |                         |  |  |                   |                   |                   |   |  |            |            |            |
|  |              | Dallas Mavericks       | Dallas Mavericks      | 4 | 4                 |                         |                         |                         |  |  |                   |                   |                   |   |  |            |            |            |
|  |              | Dallas Mavericks       |                       |   | 4                 |                         |                         |                         |  |  |                   |                   |                   |   |  |            |            |            |
|  |              | Portland Trail Blazers | 2                     |   |                   |                         |                         |                         |  |  |                   |                   |                   |   |  |            |            |            |
|  |              | Portland Trail Blazers | 2                     |   | Dallas Mavericks  | 4                       |                         |                         |  |  |                   |                   |                   |   |  |            |            |            |
|  |              |                        |                       |   | Dallas Mavericks  | 4                       |                         |                         |  |  |                   |                   |                   |   |  |            |            |            |
|  |              |                        | Los Angeles Lakers    | 0 |                   |                         |                         |                         |  |  |                   |                   |                   |   |  |            |            |            |
|  |              | Los Angeles Lakers     | Los Angeles Lakers    | 0 | 4                 |                         |                         |                         |  |  |                   |                   |                   |   |  |            |            |            |
|  |              | Los Angeles Lakers     |                       |   | 4                 |                         |                         |                         |  |  |                   |                   |                   |   |  |            |            |            |
|  |              | New Orleans Hornets    | 2                     |   |                   |                         |                         |                         |  |  |                   |                   |                   |   |  |            |            |            |

## Statistieken
| Categorie                          | Speler        | Team                   | Aantal |
| ---------------------------------- | ------------- | ---------------------- | ------ |
| Punten (gemiddeld per wedstrijd)   | Kevin Durant  | Oklahoma City Thunder  | 27,7   |
| Rebounds (gemiddeld per wedstrijd) | Kevin Love    | Minnesota Timberwolves | 15,2   |
| Assists (gemiddeld per wedstrijd)  | Steve Nash    | Phoenix Suns           | 11,4   |
| Steals (gemiddeld per wedstrijd)   | Chris Paul    | New Orleans Hornets    | 2,4    |
| Blocks (gemiddeld per wedstrijd)   | Andrew Bogut  | Milwaukee Bucks        | 2,6    |
| Field Goal Percentage              | Nenê          | Denver Nuggets         | 62 %   |
| Vrije Worpen Percentage            | Stephen Curry | Golden State Warriors  | 93 %   |
| Driepunter Percentage              | Matt Bonner   | San Antonio Spurs      | 46 %   |

## Prijzen

### Individuele Prijzen
- Most Valuable Player: 

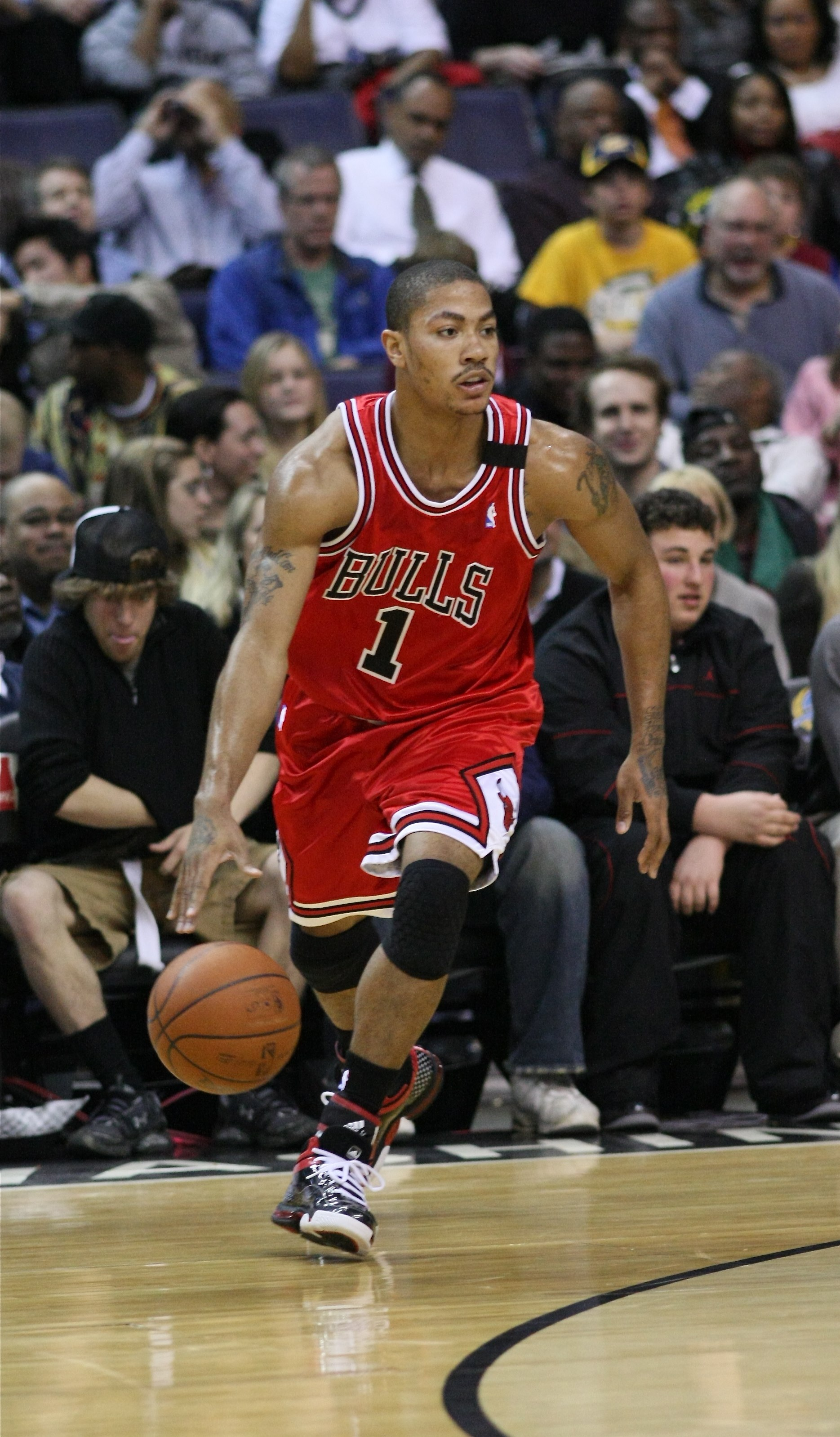
MVP Derrick Rose

  Derrick Rose (Chicago Bulls)
- Rookie of the Year: 
  Blake Griffin (Los Angeles Clippers)
- Defensive Player of the Year 
  Dwight Howard (Orlando Magic)
- Sixth Man of the Year: 
  Lamar Odom (Los Angeles Lakers)
- Most Improved Player: 
  Kevin Love (Minnesota Timberwolves)
- Coach of the Year: 
  Tom Thibodeau (Chicago Bulls)

### Teams
- All-NBA Eerste Team: LeBron James, Kevin Durant, Dwight Howard, Kobe Bryant, Derrick Rose
- All-NBA Second Team: Pau Gasol, Dirk Nowitzki, Amar'e Stoudemire, Dwyane Wade, Russell Westbrook
- All-NBA Third Team: LaMarcus Aldridge, Zach Randolph, Al Horford, Manu Ginóbili, Chris Paul
- NBA All-Defensive First Team: Kevin Garnett, LeBron James, Dwight Howard, Kobe Bryant, Rajon Rondo
- NBA All-Defensive Second Team: Andre Iguodala, Joakim Noah, Tyson Chandler, Tony Allen, Chris Paul
- NBA All-Rookie First Team: Blake Griffin, John Wall, Landry Fields, DeMarcus Cousins, Gary Neal
- NBA All-Rookie Second Team: Greg Monroe, Wesley Johnson, Eric Bledsoe, Derrick Favors, Paul George

1950 · 1951 · 1952 · 1953 · 1954 · 1955 · 1956 · 1957 · 1958 · 1959 · 
1960 · 1961 · 1962 · 1963 · 1964 · 1965 · 1966 · 1967 · 1968 · 1969 · 
1970 · 1971 · 1972 · 1973 · 1974 · 1975 · 1976 · 1977 · 1978 · 1979 · 
1980 · 1981 · 1982 · 1983 · 1984 · 1985 · 1986 · 1987 · 1988 · 1989 · 
1990 · 1991 · 1992 · 1993 · 1994 · 1995 · 1996 · 1997 · 1998 · 1999 · 
2000 · 2001 · 2002 · 2003 · 2004 · 2005 · 2006 · 2007 · 2008 · 2009 · 
2010 · 2011 · 2012 · 2013 · 2014 · 2015 · 2016 · 2017 · 2018 · 2019 · 
2020 · 2021 · 2022 · 2023 · 2024